# Esenbeckia nigronotata
Esenbeckia nigronotata är en tvåvingeart som först beskrevs av Macquart 1850.  Esenbeckia nigronotata ingår i släktet Esenbeckia och familjen bromsar. Inga underarter finns listade i Catalogue of Life.